# Elaterophanes regius
Elaterophanes regius là một loài bọ cánh cứng trong họ Elateridae. Loài này được Whalley miêu tả khoa học năm 1985.